# Brachmia infuscatella
Brachmia infuscatella is een vlinder uit de familie tastermotten (Gelechiidae). De wetenschappelijke naam is voor het eerst geldig gepubliceerd in 1940 door Rebel.
De soort komt voor in Europa.
1. ↑  (en) Brachmia infuscatella op de IUCN Red List of Threatened Species.